# Alleluiaticum
Alleluiaticum es una forma específica de antífona propia de la liturgia hispánica y que se caracteriza porque puede aparecer el Alleluia en cualquier posición de la pieza. Surge en una evolución de la missa en la "tradición A", más no en la "B", donde no se reconoce.